# Diospyros longiflora
Diospyros longiflora är en tvåhjärtbladig växtart som beskrevs av Letouzey och Frank White. Diospyros longiflora ingår i släktet Diospyros och familjen Ebenaceae. Inga underarter finns listade i Catalogue of Life.